# Estêvão Úresis IV
Estêvão Úresis IV (em grego medieval: Στέφανος Οὔρεσις IV; romaniz.: Stéphanos IV Ouresis; em sérvio: Стефан Урош IV; romaniz.: Stefan Uroš IV; 26 de julho de 1308 — Devoll, 20 de dezembro de 1355), também conhecido como Ducham, o Grande ou Ducham, o Poderoso (em sérvio: Душан Силни; romaniz.: Dušan Silni), foi rei e depois imperador dos sérvios (1331–1355). Seu reinado se confunde com o breve apogeu da Sérvia na Idade Média.
Sabendo se aproveitar das lutas internas do Império Bizantino e por vezes participando diretamente delas (através de alianças com as partes envolvidas), conseguiu expandir consideravelmente o reino na direção da Macedônia, Albânia, Epiro, Etólia e Tessália. Pelo seu casamento com a filha do tsar da Bulgária, praticamente reduziu este país à vassalagem.
Em 1346, fez-se coroar em Escópia “imperador dos Sérvios e dos Romanos” (ou seja, dos gregos bizantinos).
Desejando se apoderar de Constantinopla, tentou se aliar com os venezianos. Entretanto, em 1352, os sérvios são derrotados pelos turcos otomanos em Didimoteico. Afastando-se da Igreja de Constantinopla e aproximando-se da de Roma, Duchan foi proclamado pelo papa “capitão contra os turcos”.
Faleceu misteriosamente aos 48 anos em 1355 em Devoll, provocando a decomposição política do país nas mãos de seu filho jovem e incompetente Estêvão Uresis V.